# Eucalyptus leptophleba
Eucalyptus leptophleba är en myrtenväxtart som beskrevs av Ferdinand von Mueller. Eucalyptus leptophleba ingår i släktet Eucalyptus och familjen myrtenväxter. Inga underarter finns listade i Catalogue of Life.